# 藤沼庄平
藤沼 庄平（ふじぬま しょうへい、1883年（明治16年）2月17日 - 1962年（昭和37年）1月2日）は日本の官僚、政治家。

## 来歴
栃木県安蘇郡堀米町（現・栃木県佐野市）に生まれる。10歳の時に実父・若田部友造が亡くなったため、長兄が相談して町長・藤沼友次郎の養子となる。1902年（明治35年）栃木県立栃木中学校（現栃木県立栃木高等学校）卒業、旧制一高を経て1909年（明治42年）に東京帝国大学法科大学政治科を卒業、内務省に入省する。
奈良県、鹿児島県、京都府、大阪府の警察部長を務め、1923年（大正12年）10月に茨城県知事に就任するが、虎ノ門事件により辞職する。この後内務省警保局長として摂政の関西行啓に井上孝哉、荒木貞夫と同道、唐沢俊樹を内務省参事官に起用する。新潟県知事時代は萬代橋を架け替えた。
新潟県知事在任中に同郷の船田中、秋山金也、荻野萬太郎（足利銀行創設者）、山口甚四郎からの要請で1928年（昭和3年）の第16回衆議院議員総選挙で栃木2区から立候補して衆議院議員に当選、立憲政友会に所属した。
1932年（昭和7年）1月に東京府知事に就任、同年5月より警視総監を兼任する。都知事時代に三楽病院を創設、警視総監在任中に発生した帝人事件、神兵隊事件、日本共産党スパイ査問事件を対応した。
翌1933年（昭和8年）12月5日には貴族院勅選議員に勅任され研究会に所属。1936年（昭和11年）に広田内閣が発足すると内閣書記官長に就任して、文化勲章を制定した。この時に、「これは政治上のことではないから、意見を言っていいのだね。」と発言した昭和天皇から、「桜は花も葉も散るから橘にせよ」との意見を受け賜った。この年に梅津美治郎陸軍次官からの要請で大日本武徳会の理事長も務めた。
第二次世界大戦後の幣原内閣発足後の1946年（昭和21年）1月、警視総監に再任され、東京都長官（現・知事）を兼任する。
同年3月1日に行われた昭和天皇の戦後巡幸では、都長官兼警視総監として八王子市などに随行した。
任期中は「警視庁が安定せぬようでは、東京の人心は安定しない」と宣言して、隠退蔵物資事件に関する警視庁の決心と動向を決せしめ、共産主義者のデモ対応や労働運動に悩む経営者の共同陳情を受けた。また婦人警察官の導入を決定している。
同年7月27日、貴族院議員を辞任し、枢密顧問官も務めたが、翌1947年（昭和22年）にGHQにより公職追放。1951年（昭和26年）の追放解除後はニッポン放送顧問を務めた。1962年（昭和37年）1月2日満78歳で死亡。
なお、藤沼は警視総監への再任を経験した最後の人物である。戦前・戦中までは警視総監に再任することは特に珍しいことではなく、中には安楽兼道のように3度にわたって再任（初就任を含め、計4度就任）している例もある。藤沼の再任を最後に、現在まで警視総監再任を経験した者は現れていない。なお、戦後に警視総監再任を経験したのは坂信彌（1945年8月19日再任）と藤沼（1946年1月15日再任）の2名だけである。

## 人物
- 語録：「私のことを運のいい奴だ、棚ぼた式の男だというが、ぼたもちが落ちてくる真下にまで行く努力をしない奴には、決してぼたもちは口に入らないのだ」[18]

## 栄典
位階
- 1910年（明治43年）12月10日 - 従七位[19]
- 1912年（大正元年）12月28日 - 正七位[19]
- 1915年（大正4年）2月10日 - 従六位[19]
- 1917年（大正6年）3月20日 - 正六位[19]
- 1919年（大正8年）5月30日 - 従五位[19]
- 1923年（大正12年）12月20日 - 正五位[19]
- 1934年（昭和9年）2月15日 - 従四位[19]

勲章等
- 1915年（大正4年）11月10日 - 大礼記念章（大正）[19]
- 1920年（大正9年）11月1日 - 勲五等瑞宝章[19]
- 1923年（大正12年）12月25日 - 勲四等瑞宝章[19]
- 1931年（昭和6年）5月1日 - 帝都復興記念章[19]
- 1932年（昭和7年）
  - 8月16日 - 勲三等瑞宝章[19]
  - 10月1日 - 朝鮮昭和五年国勢調査記念章[19]
- 1934年（昭和9年）4月29日 - 勲二等瑞宝章・昭和六年乃至九年事変従軍記章[19]
- 1940年（昭和15年）
  - 4月29日 - 勲二等旭日重光章[19]
  - 8月15日 - 紀元二千六百年祝典記念章[20]

外国勲章佩用允許
- 1920年（大正9年）11月1日 - ルーマニア王国：エトアルドールーマニー第四等勲章[19]
- 1934年（昭和9年）3月1日 - 満洲帝国：大満洲国建国功労章[19]
- 1935年（昭和10年）1月29日 - ベルギー王国：クローンヌ勲章グランオフィシェー[19]
- 1935年（昭和10年）9月21日 - 満洲帝国：満洲帝国皇帝訪日記念章[19]
- 1935年（昭和10年）9月21日 - 満洲帝国：勲二位柱国章[19]
- 1941年（昭和16年）12月9日 - 満洲帝国：建国神廟創建記念章[19]